# Spaichingen
Spaichingen è una città tedesca di 13 531 abitanti, situato nel land del Baden-Württemberg.